# Brillia pallida
Brillia pallida är en tvåvingeart som beskrevs av Chernovskij 1949. Brillia pallida ingår i släktet Brillia och familjen fjädermyggor. Inga underarter finns listade i Catalogue of Life.